# Pleubian
Pleubian (bretonisch Pleuvihan) ist eine französische Gemeinde mit 2.334 Einwohnern (Stand: 1. Januar 2022) im Département Côtes-d’Armor in der Region Bretagne. Sie ist Teil des Arrondissements Lannion und des Kantons Tréguier. Die Bewohner bezeichnen sich selbst als Pleubiannais(es).

## Geografie

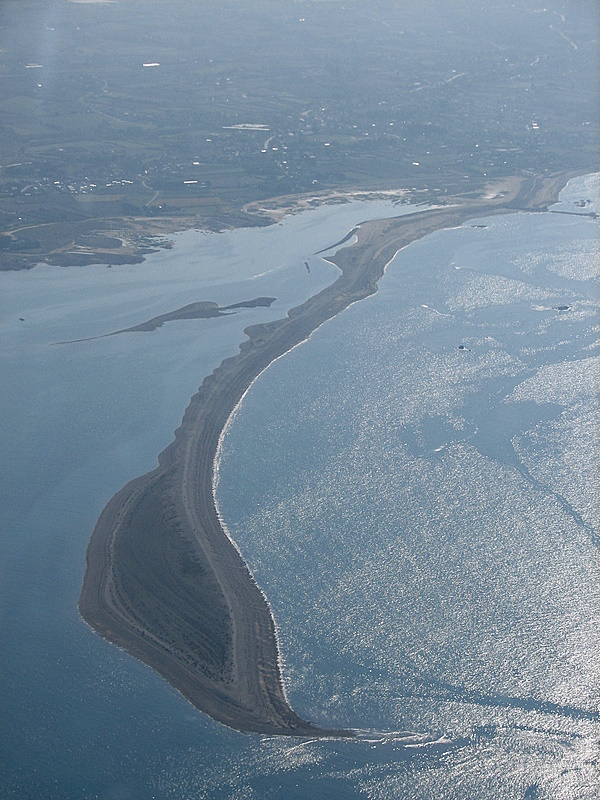
Sillon de Talbert bei Hochwasser

Pleubian liegt östlich der Côte de Granit Rose im äußersten Norden der Bretagne am Ärmelkanal. Umgeben wird Pleubian von den Nachbargemeinden Lanmodez im Osten, Pleumeur-Gautier im Süden und Kerbors im Westen.
Im Nordosten der Gemeinde liegt im Ärmelkanal die Landzunge Sillon de Talbert, die 3,2 km lang und durchschnittlich nur 35 m breit ist. Sie besteht aus Stein und Kieseln und entstand durch die gegenläufigen Strömungen der Flüsse Trieux und Jaudy. Sei 2006 ist sie als Naturreservat geschützt.

## Bevölkerungsentwicklung
| Jahr      | 1962 | 1968 | 1975 | 1982 | 1990 | 1999 | 2006 | 2012 |
| --------- | ---- | ---- | ---- | ---- | ---- | ---- | ---- | ---- |
| Einwohner | 3523 | 3533 | 3401 | 3293 | 2963 | 2691 | 2532 | 2453 |

## Sehenswürdigkeiten
- Kirche Saint-Georges aus dem 19. Jahrhundert
- Kirche Notre-Dame de l’Armor, 1932 erbaut
- Calvaire aus dem 15. Jahrhundert, seit 1907 Monument historique
- Leuchtturm Les Héaux de Bréhat (47 Meter), aus dem 17. Jahrhundert
- Steinreihe von Poul-ar-Varquez nordöstlich von Pleubian.

Siehe auch: Liste der Monuments historiques in Pleubian

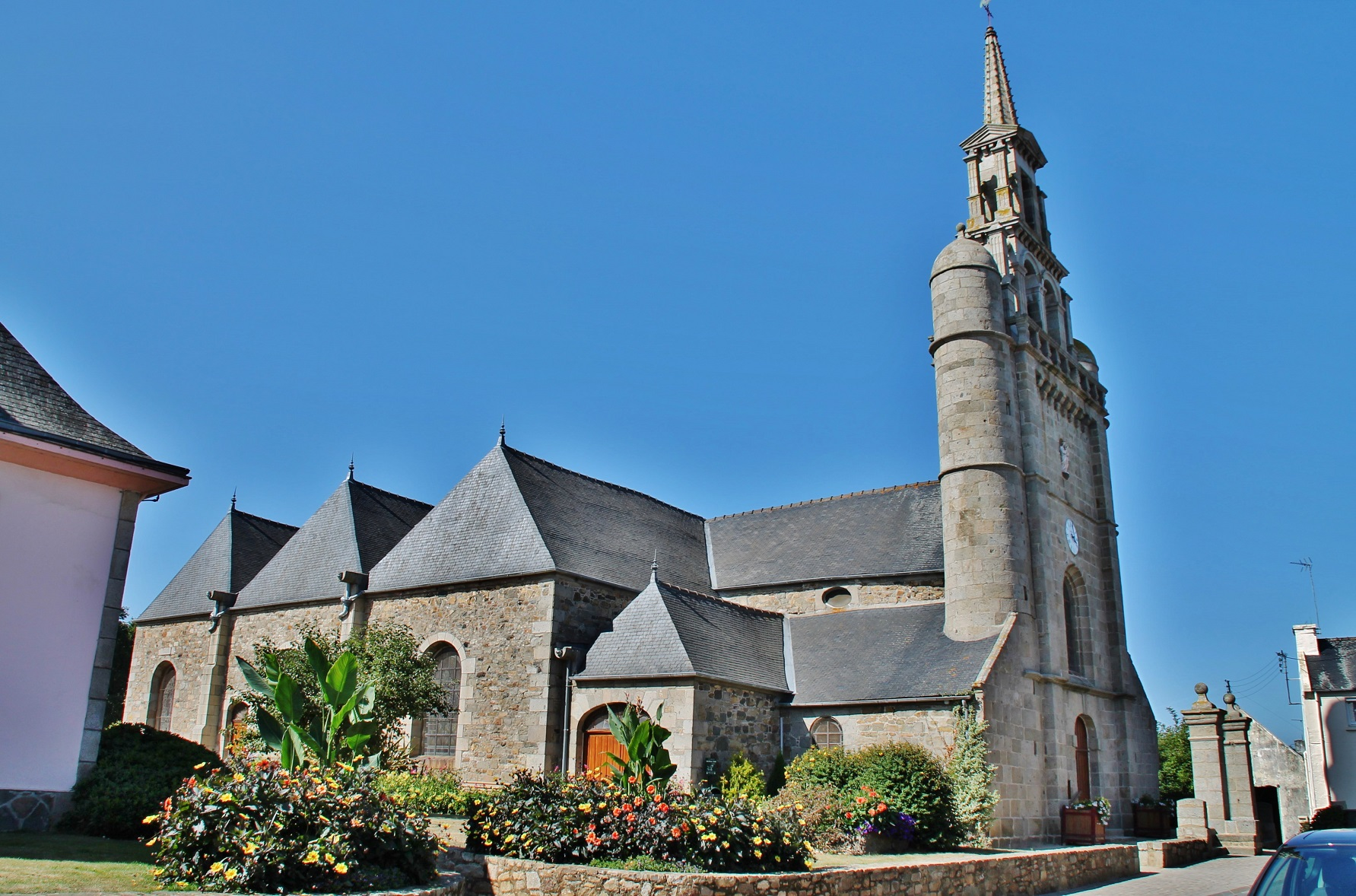
Kirche Saint-Georges
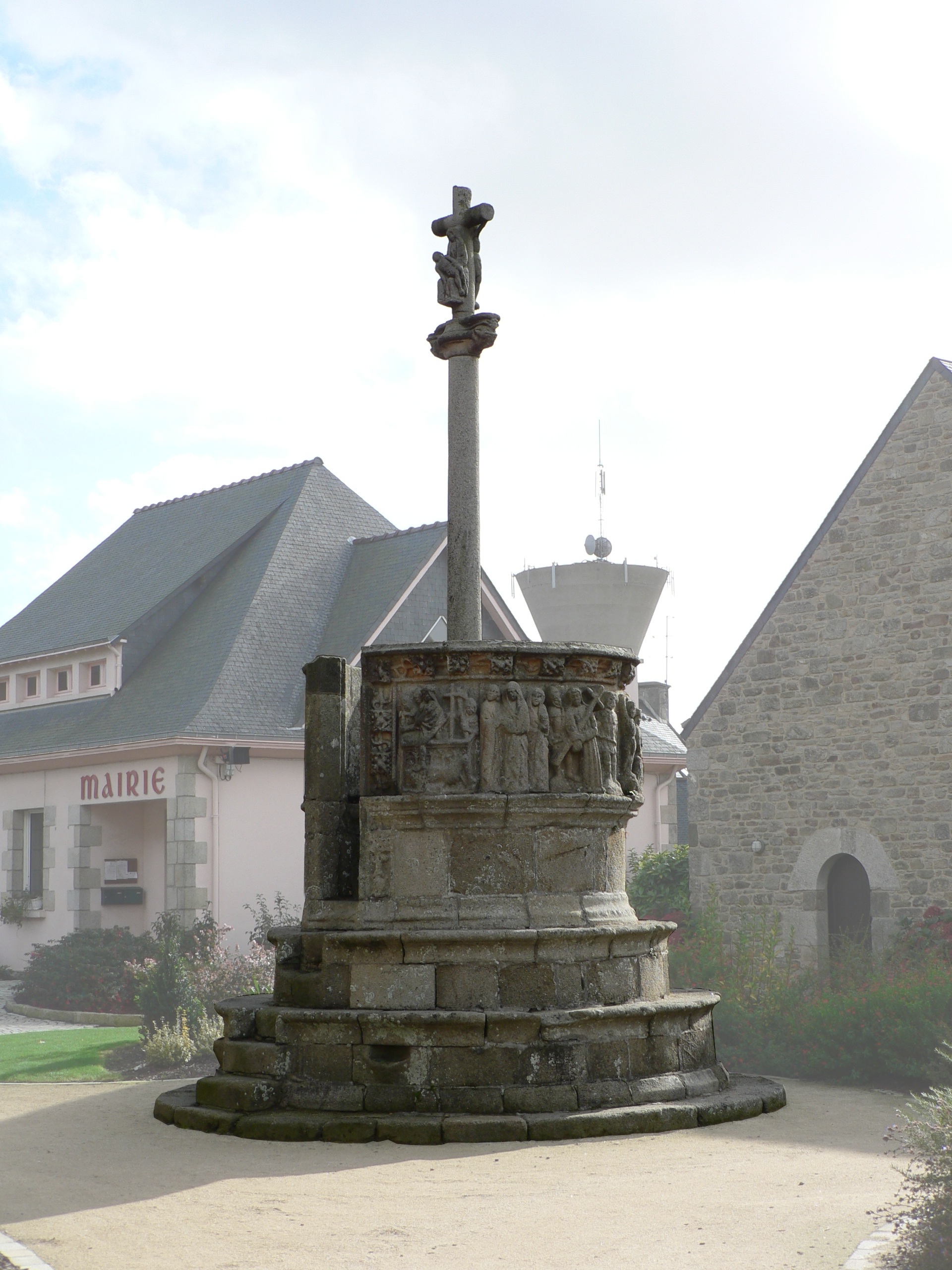
Calvaire
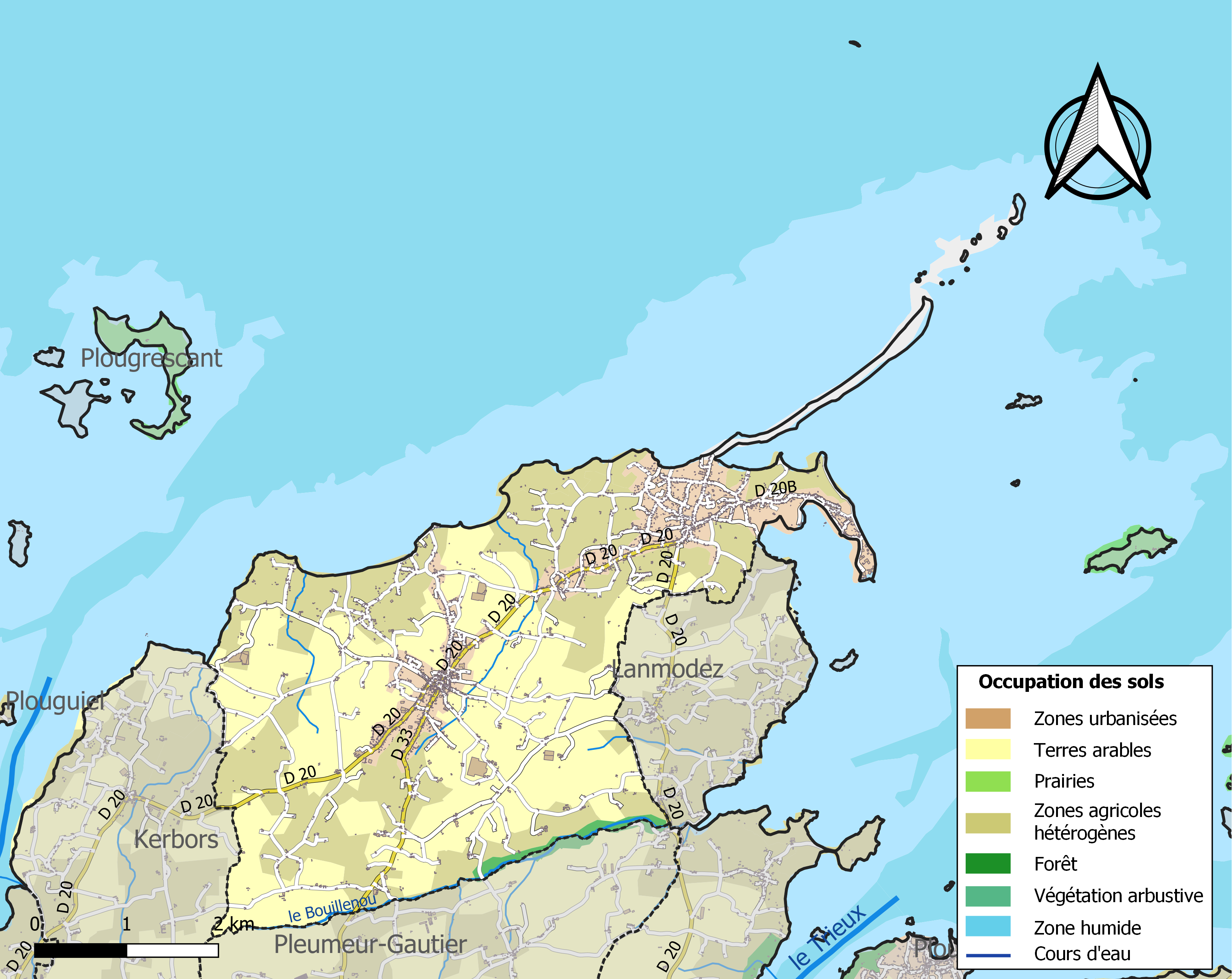
Karte
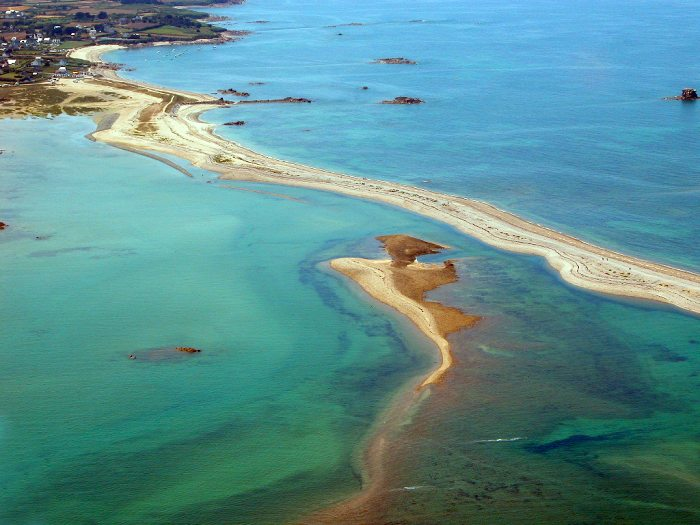
Sillon von Talbert

## Persönlichkeiten
- Erwan Berthou (1861–1933), Schriftsteller
- Henri Arnaud (1891–1956), Leichtathlet